# Ли Бань
Ли Бань (кит. 李班, пиньинь Lǐ Bān, 288—334) — император государства Чэн, существовавшего на территории современной китайской провинции Сычуань.

## Биография
Ли Бань был сыном Ли Дана, чей отец Ли Тэ привёл страдающих от голода цзунов в цзиньскую провинцию Ичжоу (益州, располагалась на территории современных Сычуани и Чунцина). В 303 году Ли Тэ был убит губернатором Ичжоу Ло Шаном, а Ли Дан погиб в бою, и войска избрали своим вождём Ли Сюна — младшего брата Ли Дана. Завоевав Ичжоу, в 306 году Ли Сюн провозгласил себя императором государства Чэн, объявив тем самым независимость от империи Цзинь.
У Ли Сюна было более 10 сыновей от наложниц, но официального наследника от жены не имелось, и поэтому он решил сделать преемником сына покойного старшего брата Ли Дана, мотивировав это тем, что фактически государство было создано Ли Тэ и Ли Даном. Сначала наследником престола был объявлен Ли Хань (старший брат Ли Баня), но он в 323 году погиб в бою, и в 324 году наследником престола был объявлен Ли Дань. Ли Сян (дядя Ли Сюна) предсказал, что это приведёт к проблемам с престолонаследием, но Ли Сюн не стал его слушать.
В 334 году Ли Сюн заболел, и летом скончался. Как и предсказывал Ли Сян, дети Ли Сюна остались недовольными тем, что их обошли, и двое из них — Ли Юэ и его младший брат Ли Ци — организовали заговор против Ли Баня. Ли У (младший брат Ли Баня), узнав о заговоре, посоветовал Ли Баню немедленно выслать Ли Юэ и Ли Ци из столицы, но тот решил не делать этого до того, как будет похоронен их отец. Вместо этого он выслал Ли У, чтобы не порождать трений в семье. Зимой, когда Ли Бань находился на ночном бдении возле тела Ли Сюна, Ли Юэ убил Ли Баня и его старшего брата Ли Ду, после чего, сфабриковав эдикт вдовствующей императрицы Жэнь, обвиняющий Ли Баня в преступлениях, провозгласил императором Ли Ци.

## Посмертные имена
Ли Ци дал Ли Баню посмертное имя Наследник престола Ли (戾太子) — такое же, какое ханьский император У-ди дал мятежному принцу Лю Цзюю (тем самым не признав Ли Баня императором). Когда Ли Ци был свергнут Ли Шоу, Ли Баню было дано посмертное имя Император Ай (哀皇帝).

## Девизы правления
- Юйхэн (玉衡 Yùhéng) 334